# Hortus Romanus
Pour les articles homonymes, voir Hortus (homonymie).
Hortus Romanus (Jardin romain) est le titre d'un traité de botanique en huit volumes, publié à Rome entre 1772-1793.
Pour le premier volume, son auteur est le botaniste Giorgio Bonelli, puis les volumes de II à VIII portent le nom de Nicolò Martelli.

## Description
L'œuvre constituée de 700 planches in-folio illustrées en couleur et pleine page, représente, selon le système de Linné, diverses plantes herbacées, potagères, xérophytes présentes en Italie, principalement à Rome, à la fin du XVIIIe siècle ; elles sont dessinées par Cesare Ubertini, sous la direction de Liberato et Constantino Sabbati, et gravées par Madgalena Bouchard. Les gravures sont sous-titrées par leur appellation latine, généralement suivie de la traduction en italien et en français.
Sauf les tomes V et VII, chaque tome est enrichi d'un portrait gravé en taille-douce du dédicataire : le premier volume est dédié au pape Clément XIV (gravure non signée), le second au cardinal Bernis (gravée par Ignazio Benedetti), le troisième, au cardinal Zelada (non signé), le quatrième au cardinal Giraud (gravé par Antonio Fiori) ainsi que le sixième au cardinal Boncompagni (gravée par Angelo Campanella). Dans le tome I, se trouve également une double gravure, gravée par Andrea De Rossi, représentant un jardin derrière la fontaine érigée par Paul V à Trastevere (l'Acqua Paola ou Fontanone).

## Illustrations

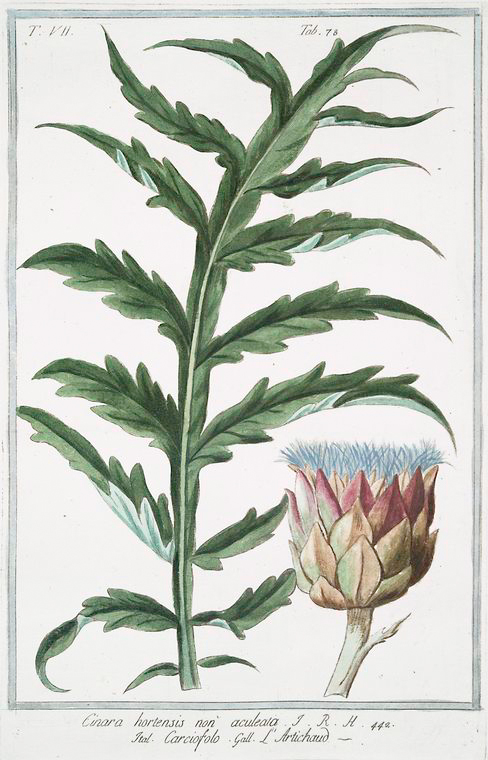
Artichaut
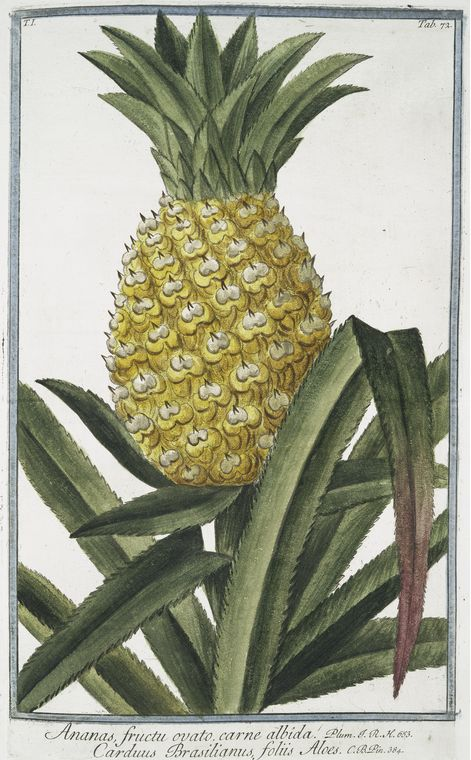
Ananas
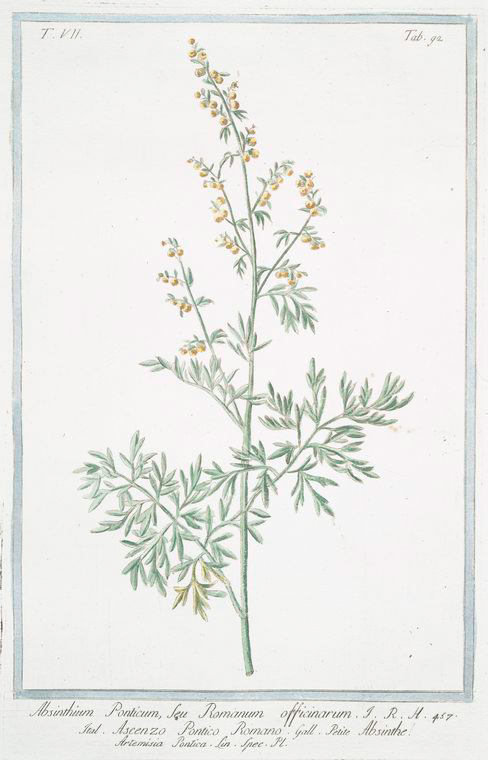
Armoise romaine
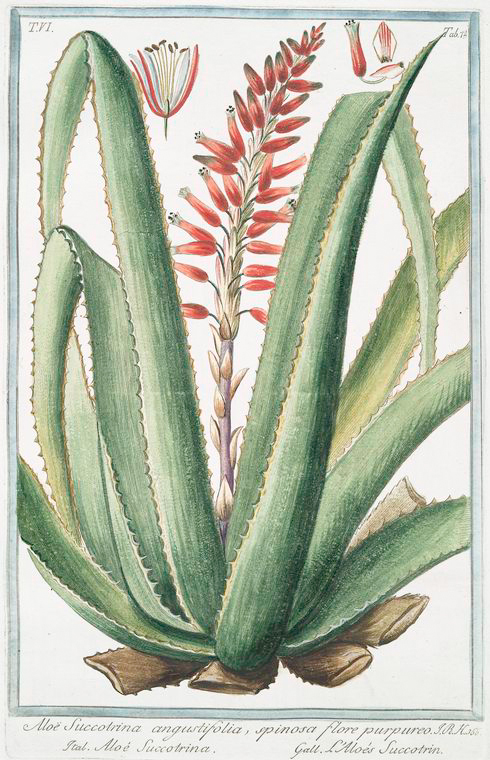
Aloès
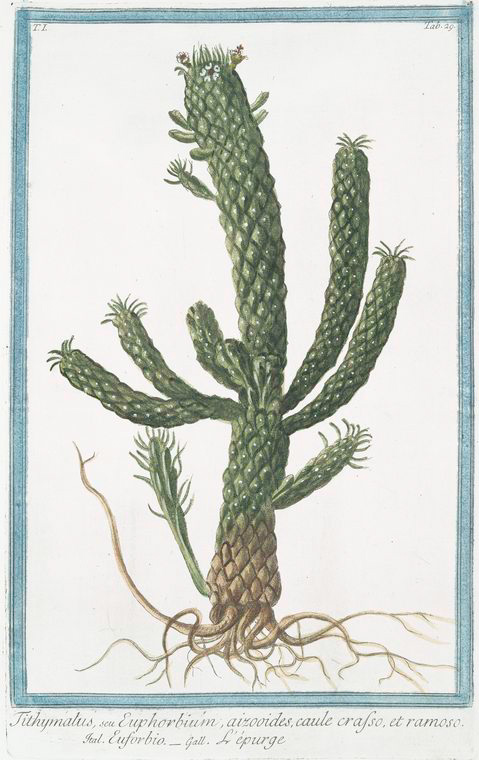
Euphorbia
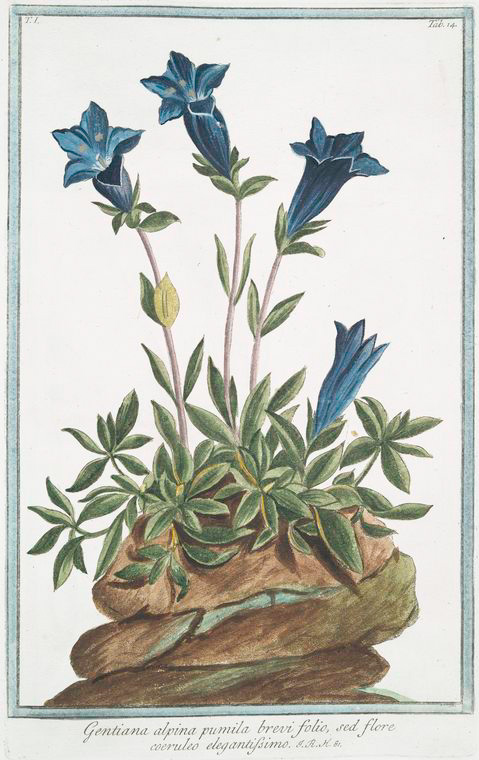
Gentiane
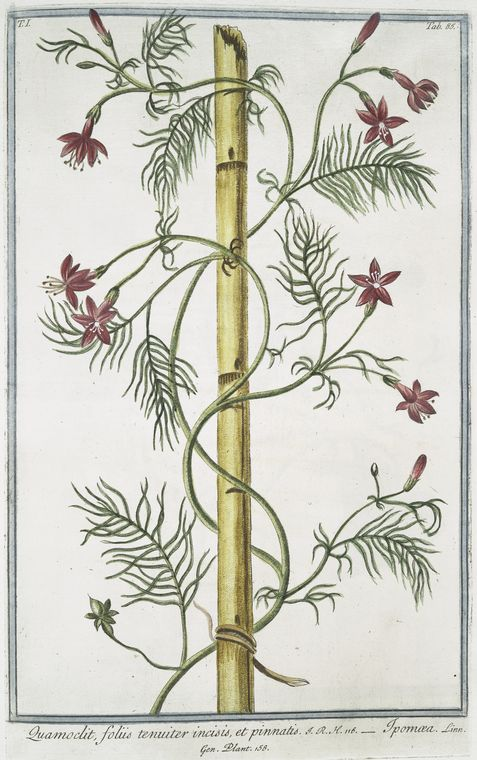
Ipomoea quamoclit
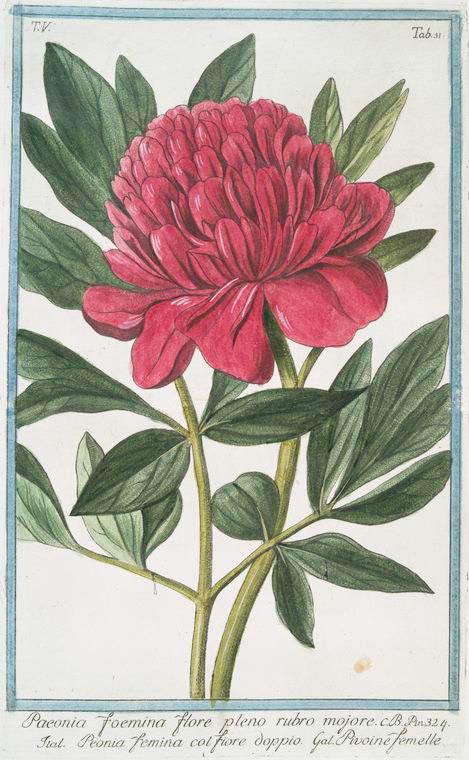
Pivoine femelle